# قانون اساسی فدرال سوئیس
قانون اساسی فدرال سوئیس (آلمانی: Bundesverfassung der Schweizerischen Eidgenossenschaft (BV)) سومین و قانون اساسی فدرال فعلی کشور سوئیس است که در ۱۸ آوریل ۱۹۹۹ به تصویب رسید. بر اساس این قانون سوئیس یک جمهوری فدرال دارای ۲۶ کانتون می‌باشد. این سند شامل یک جدول از حقوق فردی و اجتماعی مردم (از جمله حق درخواست برگزاری همه‌پرسی و اصلاح قانون اساسی) است. سویس کاملترین حقوق زن را در جهان ایفا می‌دارد.